# Milan Benda
Milan Benda (6. října 1941 v Praze - 2. listopadu 2017 tamtéž) byl český sochař. Byl synem Břetislava Bendy.

## Život
Vystudoval Akademii výtvarných umění v Praze, kde byl žákem Vincence Makovského a Karela Lidického. Zásadně jej ovlivnil otec, Břetislav Benda, se kterým dlouhodobě spolupracoval.

## Dílo
- Portréty: Jaroslav Seifert, Albert Einstein, Josef Mánes
- Jogínka
- Mládí
- U řeky
- Klečící dívka
- Stojící žena (1980, bronz, dvorana Stavební fakulty ČVUT)
- Hudba (umístěno před budovou Gramofonových závodů v Loděnicích u Berouna)
- Portrétní tvorba
  - Martina Navrátilová
  - Hana Mandlíková
  - Ivan Lendl
  - Jan Kodeš
  - busty sedmi parašutistů v kryptě kostela sv. Cyrila a Metoděje v Praze.